# Sergio Hernández Buzo
Sergio Hernández Buzo (San José, 23 de agosto de 1993) es un futbolista costarricense. Actualmente es jugador libre.

## Clubes
| Club               | País       | Año         |
| ------------------ | ---------- | ----------- |
| Brujas FC          | Costa Rica | 2011        |
| Orión F.C.         | Costa Rica | 2011 - 2012 |
| Club de Fútbol UCR | Costa Rica | 2013 - 2014 |